# Prisztina (region)
Prisztina – region w Kosowie, utworzony w 1999 roku, przez administrację ONZ (UNMIK).
Region dzieli się na 7 gmin:
- Komuna e Fushë Kosovës / Opština Kosovo Polje / Општина Косово Поље
- Komuna e Gllogovcit / Opština Glogovac / Општина Глоговц
- Komuna e Lipjanit / Opština Lipljan / Општина Липљан
- Komuna e Obiliqit / Opština Obilić / Општина Обилић
- Komuna e Podujevës / Opština Podujevo / Општина Подујева
- Komuna e Prishtinës / Opština Priština / Општина Приштина
- Komuna e Shtimes / Opština Štimlje / Општина Штимље